# 帕保科瓦奇
帕保科瓦奇，是匈牙利维斯普雷姆州所辖的一个村，总面积13.92平方公里，总人口531，人口密度38.1人/平方公里（2010年1月1日）。